# Zbrodnia w Sahryniu
Zbrodnia w Sahryniu – zbrodnia popełniona przez polskie oddziały partyzanckie (Armii Krajowej i Batalionów Chłopskich) na ukraińskiej ludności Sahrynia 10 marca 1944, podczas akcji przeciwko zgrupowaniom Ukraińskiej Powstańczej Armii (UPA) w Sahryniu, Szychowicach, Modryniu, Turkowicach, Łaskowie i Miętkiem. Miała ona uprzedzić spodziewany na 16 marca atak UPA.
W Sahryniu według historyków z Instytutu Pamięci Narodowej zginęło od 150 do 300 cywilnych Ukraińców. Według Mariusza Zajączkowskiego z nazwiska znane są 234 ofiary, zdaniem Igora Hałagidy – 606 zabitych osób. Historycy ukraińscy podają różne szacunki – od zbliżonej do polskich ustaleń liczby 200 zabitych, poprzez liczbę 600–1240 ofiar. Wśród ofiar ataku znalazło się także siedmiu Polaków.

## Tło wydarzeń
Na początku 1944 OUN-B utworzyła na Chełmszczyźnie dwie bojówki Służby Bezpieczeństwa OUN, rozpoczęła rozszerzanie siatki OUN i tworzenie samoobron wiejskich. Już w styczniu bojówki rozpoczęły ataki na Polaków, głównie napadając na majątki ziemiańskie i mordując właścicieli. Zdaniem historyków z IPN, wiele wsi położonych pomiędzy Bugiem a linią wyznaczoną przez miejscowości Uchanie, Bereść, Hostynne, Werbkowice, zostało umocnionych, co uczyniło z nich obozy warowne z siecią bunkrów, okopów i zasieków.
Na Zamojszczyznę docierały również od 1943 r. – razem z uchodźcami – informacje o mordach na ludności polskiej na Wołyniu. W związku z tym w końcu lutego 1944 r. odbyła się narada Inspektoratu Zamojskiego AK, na której postanowiono zorganizować linię samoobrony przeciwukraińskiej i przygotować partyzancką ofensywę przeciwko Ukraińcom. Na początku marca 1944 r. w dowództwie Armii Krajowej zapadła decyzja o zorganizowaniu akcji uprzedzającej przeciwko zgrupowaniom Ukraińskiej Powstańczej Armii w Sahryniu, Szychowicach i Łaskowie. Miejscowości te uznano za centra koncentracji sił UPA w powiecie hrubieszowskim. Decyzję tę podjęto po tym, gdy wywiad obwodu hrubieszowskiego AK dowiedział się o planowanym na 16 marca 1944 ataku UPA w powiecie hrubieszowskim (który faktycznie nastąpił). Grzegorz Motyka przypuszcza, że za legitymizację tych działań posłużył rozkaz generała „Bora” nakazujący wycinać w pień kolonistów, którzy brali udział w mordach na Polakach. Według tego historyka uznano, że rozkaz dotyczy nie tylko Niemców, ale i Ukraińców.
Sahryń był wsią z ludnością ukraińsko-polską, z przewagą ukraińską. Na temat wielkości wsi istnieją różne relacje – wskazuje się liczbę 260, 300, 325 domów. Zdecydowaną większość mieszkańców stanowili Ukraińcy wyznania prawosławnego (według Jurija Makara 80%). Polacy wyznania rzymskokatolickiego żyli we wsi do niemieckich wysiedleń w 1943. Po tej dacie w miejscowości spośród polskich mieszkańców zostali jedynie ci, którzy byli skoligaceni z Ukraińcami lub uzyskali od nich pomoc w ukryciu się przed wywózką.
Według Andrzeja Leona Sowy i Mariusza Zajączkowskiego polskie dowództwo postanowiło podczas uderzenia na Sahryń dokonać pacyfikacji wsi i zaatakować ludność cywilną, by brutalność ataku podziałała odstraszająco i zniechęciła UPA do dokonywania kolejnych mordów na Polakach. Grzegorz Motyka pisze, że dowódca polskich oddziałów AK por. Zenon Jachymek ps. „Wiktor” wydał rozkaz oszczędzania ludności cywilnej, który nie był jednak respektowany. W ocenie Zajączkowskiego jest to jednak mało prawdopodobne. Autor ten wskazuje, że w zachowanych dokumentach AK już z jesieni 1943 nakazuje się stosować odpowiedzialność zbiorową wobec mieszkańców ukraińskich wsi, w których ukrywali się sprawcy zbrodni na Polakach lub w pobliżu których doszło do takich zbrodni.
Przed 10 marca do Sahrynia przybyli zagrożeni odwetowymi działaniami polskiej partyzantki ukraińscy mieszkańcy m.in.: Pasieka (obecnie część Wronowic), Terebinia, Modrynia.

## Opis wydarzeń
Inicjatorem serii ataków na ukraińskie wsie był komendant hrubieszowskiego obwodu AK Marian Gołębiewski ps. „Irka”, zaś cała akcja została nazwana przez AK „rewolucją hrubieszowską”.

### Siły polskie

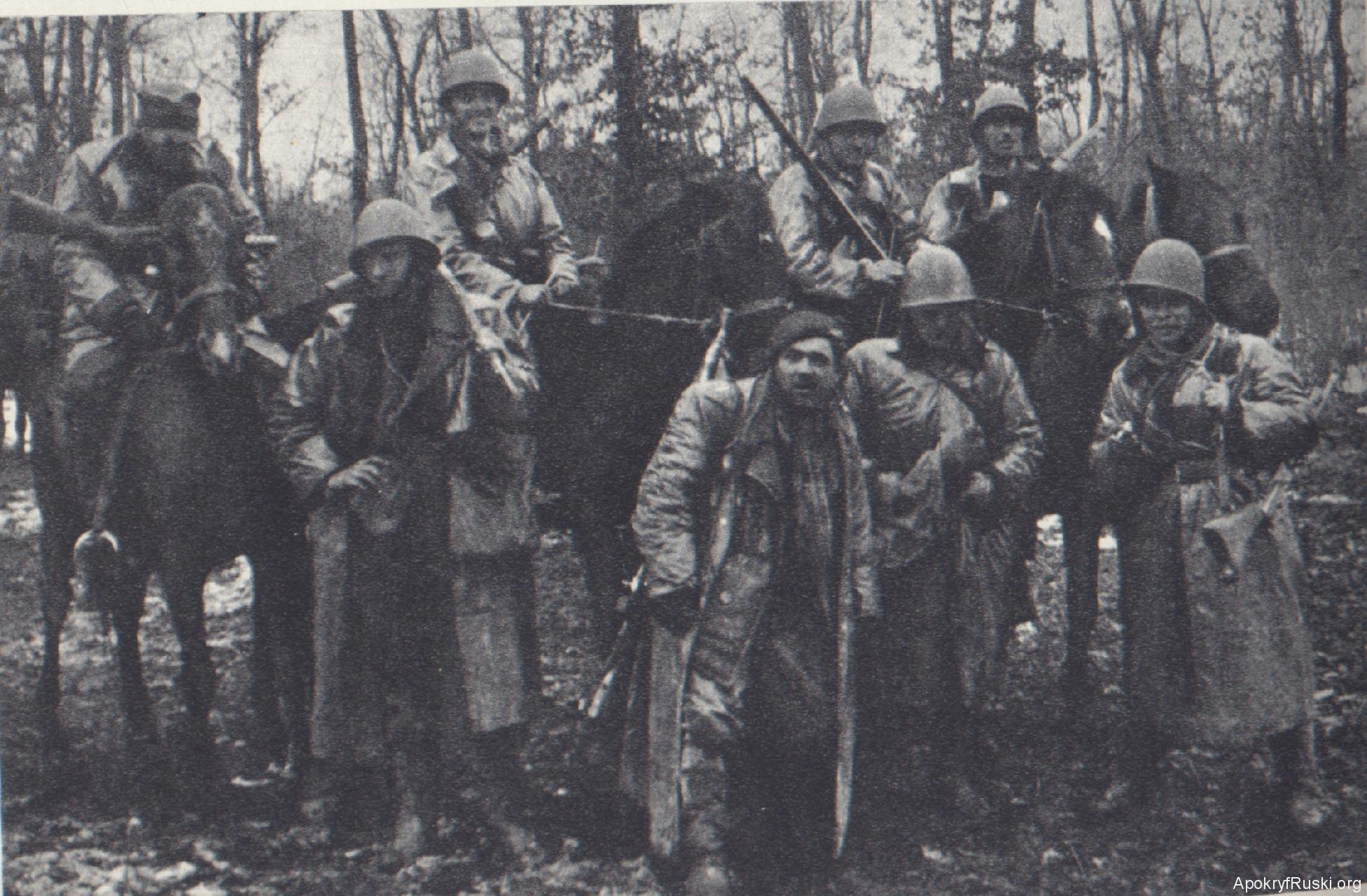
Członkowie polskiego oddziału przed atakiem na wieś

W ataku na Sahryń wzięli udział żołnierze batalionu Zenona Jachymka „Wiktora”, kompanii terenowej nr 19 „Komarów” pod dowództwem st. sierż. Pawła Dziurbasa ps. „Głaz”, część żołnierzy samodzielnego plutonu zwiadu konnego pchor. Ryszarda Jankowskiego ps. „Szkwał” i dwa plutony Kedywu dowodzone przez por. Kazimierza Witrylaka ps. „Hel”. Łącznie było to ok. 500 żołnierzy. Według Motyki w ataku na wieś wziął udział także batalion Batalionów Chłopskich Stanisława Basaja ps. „Ryś”. Zajączkowski wskazuje, że oddział ten zaatakował 10 marca 1944 Szychowice.

### Siły ukraińskie
10 marca 1944 w Sahryniu znajdowało się ok. 60-80 uzbrojonych Ukraińców: co najmniej 20 członków miejscowego oddziału Ukraińskiej Policji Pomocniczej, kilkudziesięcioosobowy oddział UNS, kilkunastu żołnierzy ukraińskiego Selbstschutzu/Ortschutzu i prawdopodobnie również kilkunastu dezerterów z 5 pułku policji SS, którzy na krótko wcześniej porzucili posterunek w Kosmowie.
Źródła ukraińskie wskazują, że sahryński oddział UNS posiadał 60 karabinów, natomiast polskie, że było ich 200, zaś liczba 60 odnosi się tylko do broni przekazanej przez Niemców na krótko przed 10 marca. Również polskie źródła twierdzą, że w rejonie cmentarza i cerkwi oraz na posterunku policji pomocniczej znajdowały się gniazda broni maszynowej. Polak mieszkający w Sahryniu, Jan Palenga, twierdził, że broń znajdowała się w każdym ukraińskim gospodarstwie we wsi.
Mariusz Zajączkowski uważa za nieprawdopodobne, jakoby ukraińscy partyzanci wznieśli w Sahryniu szczególnie rozbudowane fortyfikacje czy bunkry. Jego zdaniem za takowe konstrukcje wzięte zostały schrony lub podziemne kryjówki wykopywane przy domach, by ukryć się w razie ataku. Znajdowały się one zarówno przy domach ukraińskich, jak i polskich, w wielu wsiach w rejonie walk.

### Przebieg wydarzeń w Sahryniu

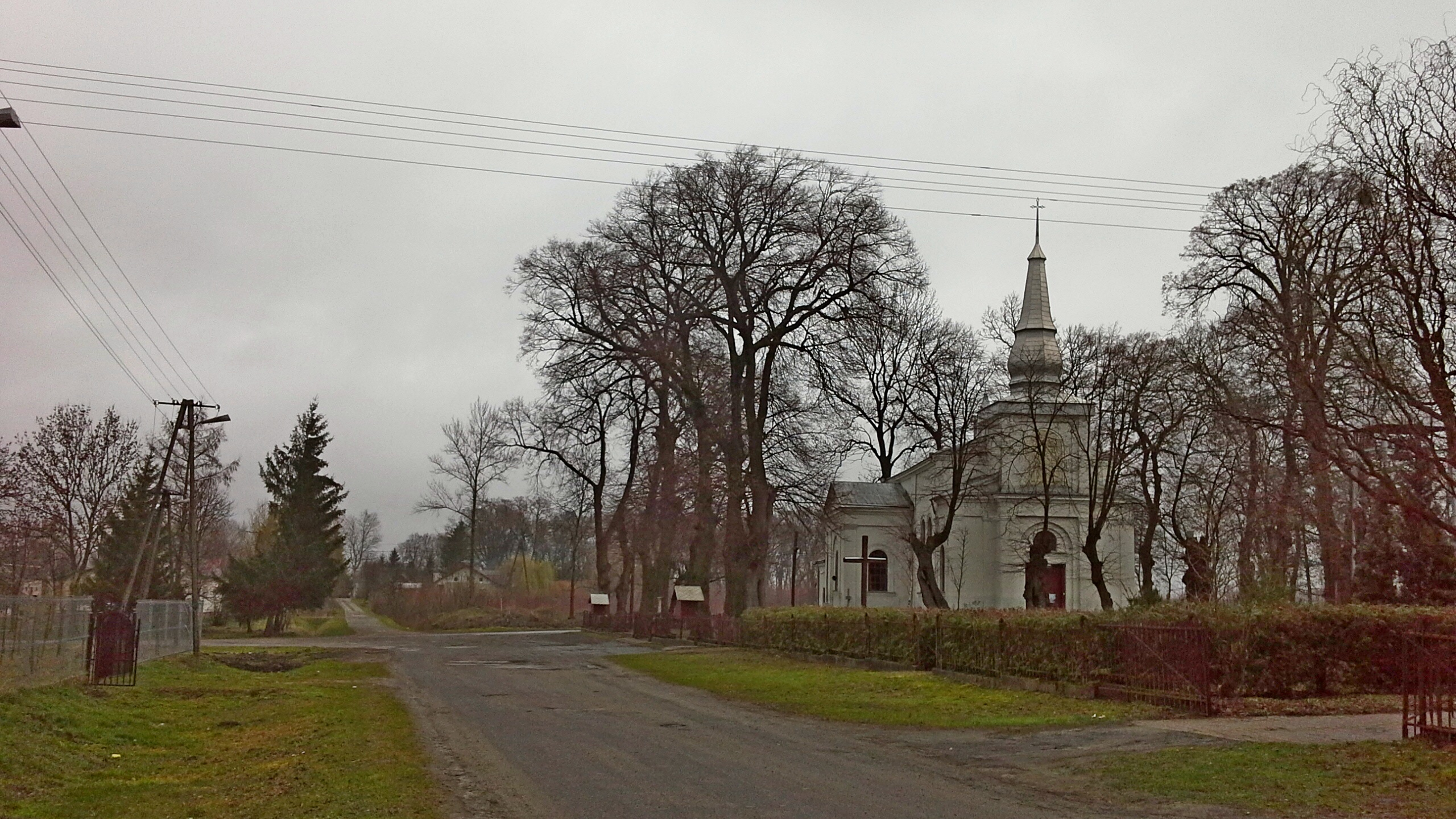
Widok na dawną cerkiew (ob. kościół) i drogę w kierunku cmentarza prawosławnego. W rejonie tym doszło do krótkich walk między żołnierzami AK a Ukraińcami z policji pomocniczej i oddziałów Ukraińskiej Narodowej Samoobrony

Przed atakiem na Sahryń polskie oddziały otoczyły wieś i odizolowały ją od sąsiednich miejscowości, w których dominowali Ukraińcy, uniemożliwiając im ostrzeżenie mieszkańców Sahrynia. Atak na wieś nastąpił o 4:30. Polscy żołnierze ostrzelali miejscowość pociskami smugowymi, wywołując pożar zabudowań.
Opór atakującym stawiła jedynie załoga posterunku, doszło do wymiany ognia w okolicy cerkwi, na cmentarzu i przy samym budynku posterunku. Opór policjantów został dość szybko złamany, zaś ukraińska samoobrona szybko umknęła z pola walki. Według niektórych ukraińskich relacji policjanci w momencie ataku znajdowali się poza posterunkiem. Być może to oni bronili się w cerkwi i na cmentarzu. Następnie kilku z nich wycofało się w kierunku Werbkowic. Uzbrojeni Ukraińcy, jeśli nie zginęli w walce, byli rozstrzeliwani na miejscu.

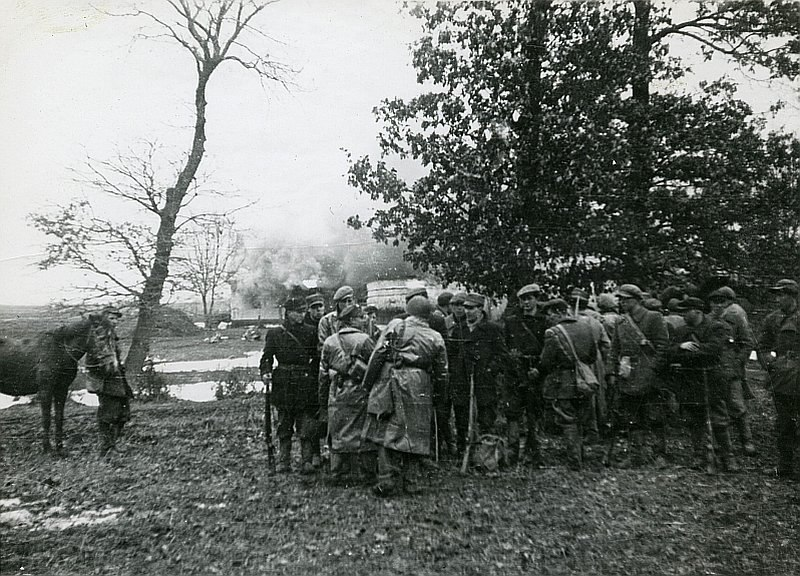
Polscy partyzanci podczas pacyfikacji wsi

Po wkroczeniu do wsi Polacy zabijali również cywilnych ukraińskich mieszkańców. Napotkanych Ukraińców zabijano strzałami z broni palnej, wrzucano również granaty do kryjówek na terenie gospodarstw. Zwykle sprawdzano tożsamość cywilów, by uniknąć zabijania Polaków, jednak były również przypadki strzelania do mieszkańców bez ostrzeżenia. Cały napad zakończył się ok. godz. 14. Według danych spisanych przez miejscowego księdza napastnicy zniszczyli cerkiew, budynki parafialne oraz 280 domów. Zajączkowski pisze, że wieś spłonęła niemal doszczętnie.

### Liczba ofiar

#### Szacunki polskie
Zdaniem polskich historyków z IPN, zginęło od 150–300 osób. Zajączkowski wskazuje na 234 znanych z nazwiska zamordowanych w Sahryniu.

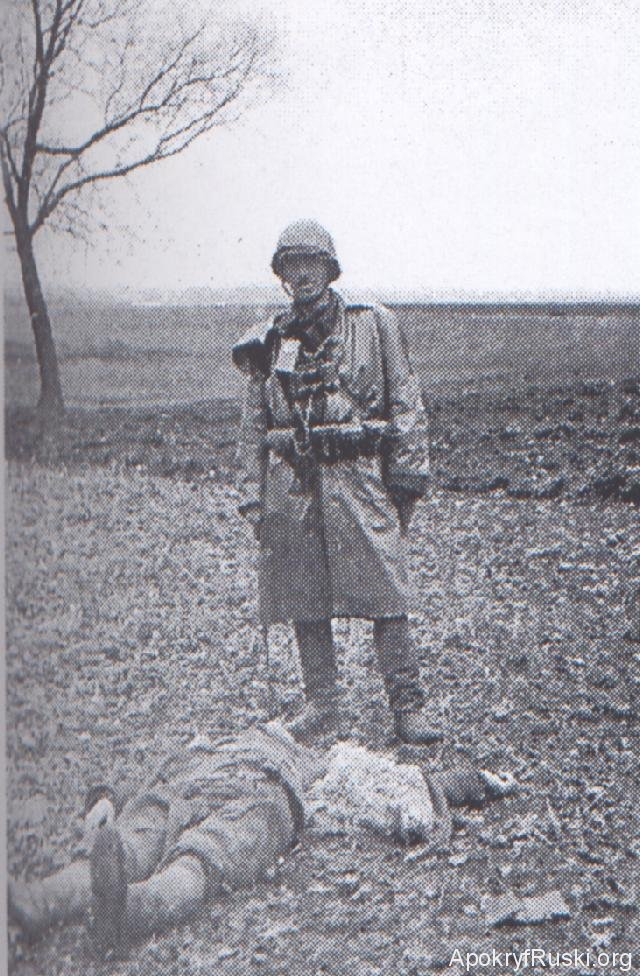
Partyzant stoi przy zwłokach ukraińskiego chłopa zabitego przez polski oddział na polu koło wsi Sahryń

Inny polski autor, Marek Jasiak, pisał o 700 ofiarach. Liczba ta jest bliska tej, którą Zajączkowski podaje jako łączną liczbę zamordowanych 10 marca w Sahryniu, Szychowicach i Łaskowie – 681 osób.
Podobnie w historiografii ukraińskiej dotyczącej Sahrynia padają zarówno liczby ofiar zbliżone do szacunków polskich, jak i wyższe: 600–800. Do dziś nie ma ustalonej jednej bezdyskusyjnej listy ofiar, na już funkcjonujących niektóre nazwiska powtarzają się kilka razy. W niektórych dokumentach instytucji ukraińskich z 1944 pisano, że tylko w Sahryniu zginęło 700 osób, co było szacunkiem stanowczo zbyt wysokim.
Według ostatnich ustaleń Igora Hałagidy, z nazwiska znanych jest 606 osób (w tym co najmniej 6 narodowości polskiej), które zostały zamordowane przez polskich partyzantów w Sahryniu i okolicznych koloniach – w tym 231 kobiet i 151 dzieci. Według niego tylko tego dnia zabito w powiecie hrubieszowskim ponad 1200 ukraińskich cywilów.
Po stronie polskiej zginęło dwóch żołnierzy, było też kilku rannych. Jednym z zabitych był nieznany z nazwiska strzelec ps. „Śmieszny”, rozstrzelany osobiście przez Zenona Jachymka za przewiny jeszcze sprzed 10 marca (rabunek).
Te same oddziały AK i BCh w ramach „rewolucji hrubieszowskiej” zniszczyły również inne ukraińskie wsie: Prehoryłe, Miętkie, Szychowice, Terebiń, Strużeneć i Turkowice. W samym dniu 10 marca, zgodnie z planem Armii Krajowej, zostało zaatakowanych 7 wsi ukraińskich, natomiast w wyniku kolejnych uderzeń do 19 marca – 26 miejscowości. Akcja ta spotkała się z działaniami odwetowymi ze strony UPA i SS „Galizien”, które zmusiły oddział „Rysia” do wycofania się z ziemi hrubieszowskiej. Do końca marca w takich atakach zniszczono 25 polskich wsi. Doszło do dalszej eskalacji partyzanckich walk polsko-ukraińskich w regionie.

## Konsekwencje
Chociaż komenda Lubelskiego Okręgu Armii Krajowej wyraziła zgodę na działania przeciwko Ukraińcom w regionie Hrubieszowa, prawdopodobnie pod wpływem informacji o liczbie cywilnych ofiar opisywanych działań częściowo zmieniła swoje stanowisko. Widząc jednak, że akcja nie odegrała zamierzonej roli odstraszającej i do zbrodni na Polakach dochodziło nadal, na przełomie maja i czerwca 1944 ponownie postanowiono uderzyć na ukraińskie ośrodki na Hrubieszowszczyźnie.
Wydarzenia w Sahryniu i innych zaatakowanych tego dnia wsiach były eksploatowane propagandowo przez OUN i UPA. Przywoływano je, rozpowszechniając fałszywe informacje o tym, jakoby mordy Polaków na Wołyniu i w Galicji nastąpiły po ataku Polaków na Ukraińców Chełmszczyzny. Zbrodnia z 10 marca 1944 była szokiem dla Ukraińców Chełmszczyzny i przełożyła się na wzrost poparcia dla OUN-B, w której zaczęto widzieć jedynego obrońcę przed polską partyzantką.

## Śledztwo IPN
Śledztwo prowadzone przez IPN w sprawie wydarzeń w Sahryniu zostało w 2010 umorzone, a Instytut uznał, że nie były one zbrodnią. W 2013 śledztwo zostało wznowione.

## Upamiętnienie ofiar zbrodni

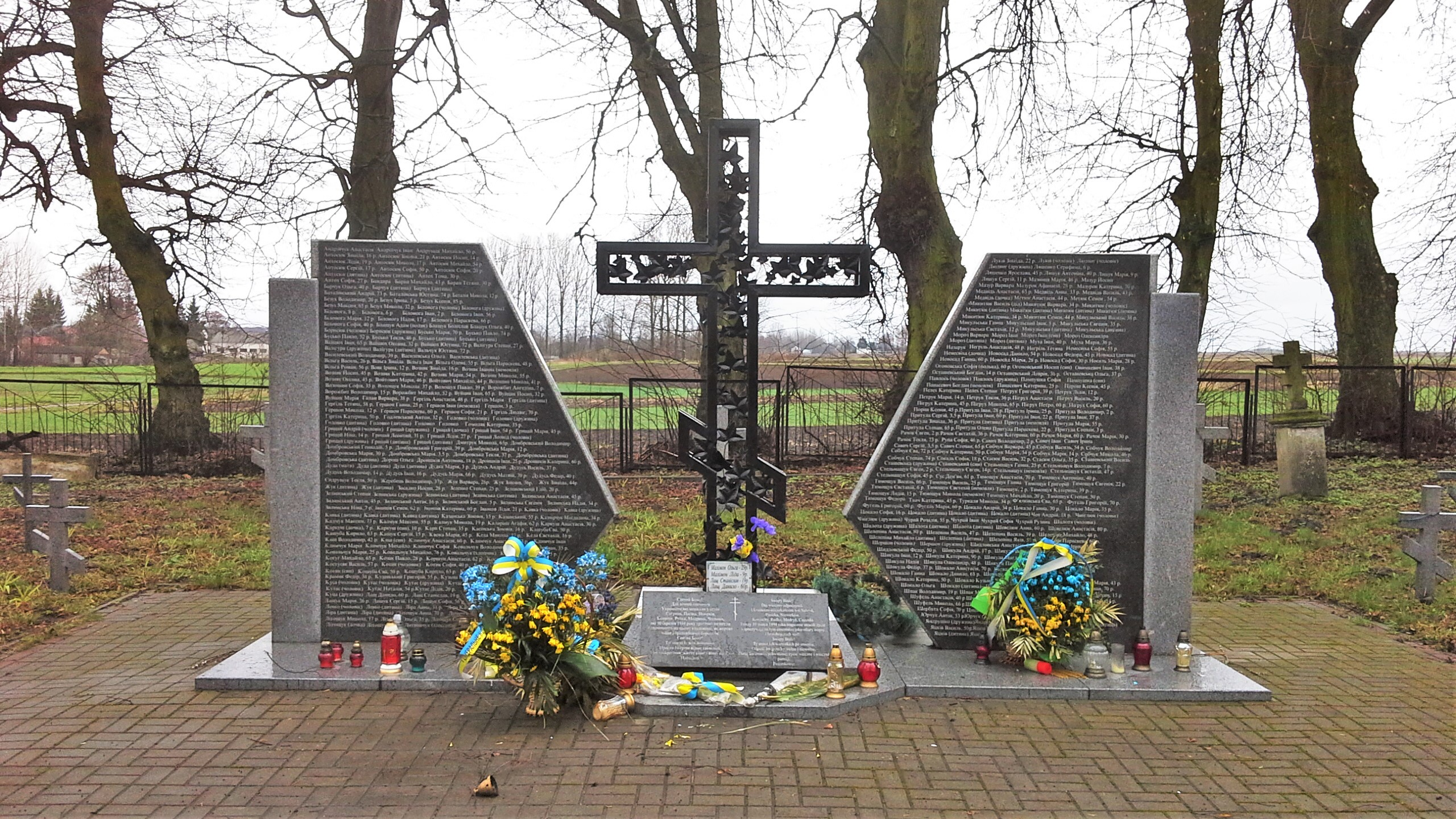
Pomnik ofiar zbrodni na cmentarzu prawosławnym w Sahryniu

Na cmentarzu w Sahryniu znajduje się wzniesiony przez ukraińską społeczność w Polsce, za zgodą odpowiednich władz, pomnik ofiar zbrodni. 